# Assemblea Nacional del Quebec

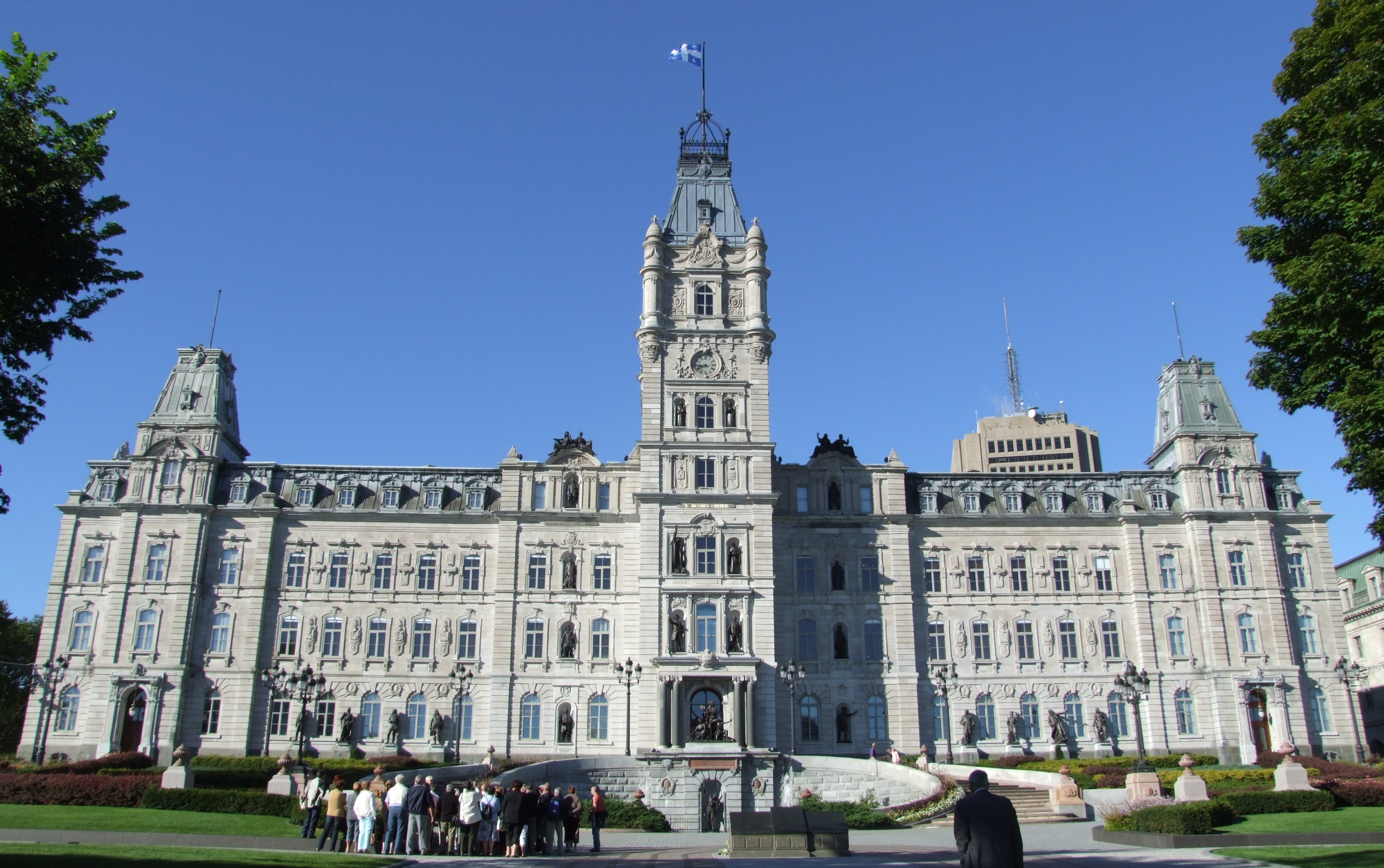
Edifici de l'Assemblea (hôtel du Parlement du Québec)

L'Assemblea Nacional del Quebec és el nom de l'òrgan que exerceix el poder legislatiu a la província de Quebec (Canadà). Fins al 1968 era anomenada Assemblea Legislativa del Quebec. És l'única cambra legislativa del Quebec.
Compta amb 125 diputats que són elegits per escrutini uninominal majoritari per quatre anys.
L'Assemblea Nacional té per missió legislar en l'àmbit de les seves competències (conferides per la Constitució), controlar les accions de govern i administració i debatre assumptes d'interès públic. Des de l'abolició del Consell Legislatiu el 1968, ostenta tots els drets, privilegis i competències legislatives en el marc jurisdiccional de les províncies canadenques tal com es defineix a la Constitució del Canadà.
La Llei Assemblea Nacional i la Llei Electoral substitueixen les disposicions de la Constitució de 1867 que defineixen la constitució del poder legislatiu al Quebec.